# Copris sallei
Copris sallei là một loài bọ cánh cứng trong họ Bọ hung (Scarabaeidae).